# الکساندر ژابوکریتسکی
الکساندر ژابوکریتسکی (اوکراینی: Олександр Сергійович Жабокрицький؛ زادهٔ ۲۹ ژانویهٔ ۱۹۸۱) بازیکن فوتبال اهل اوکراین است.